# Podocarpus globulus
Podocarpus globulus é uma espécie de conífera da família Podocarpaceae.
Pode ser encontrada nos seguintes países: Indonésia e Malásia.